# 흐샤누프

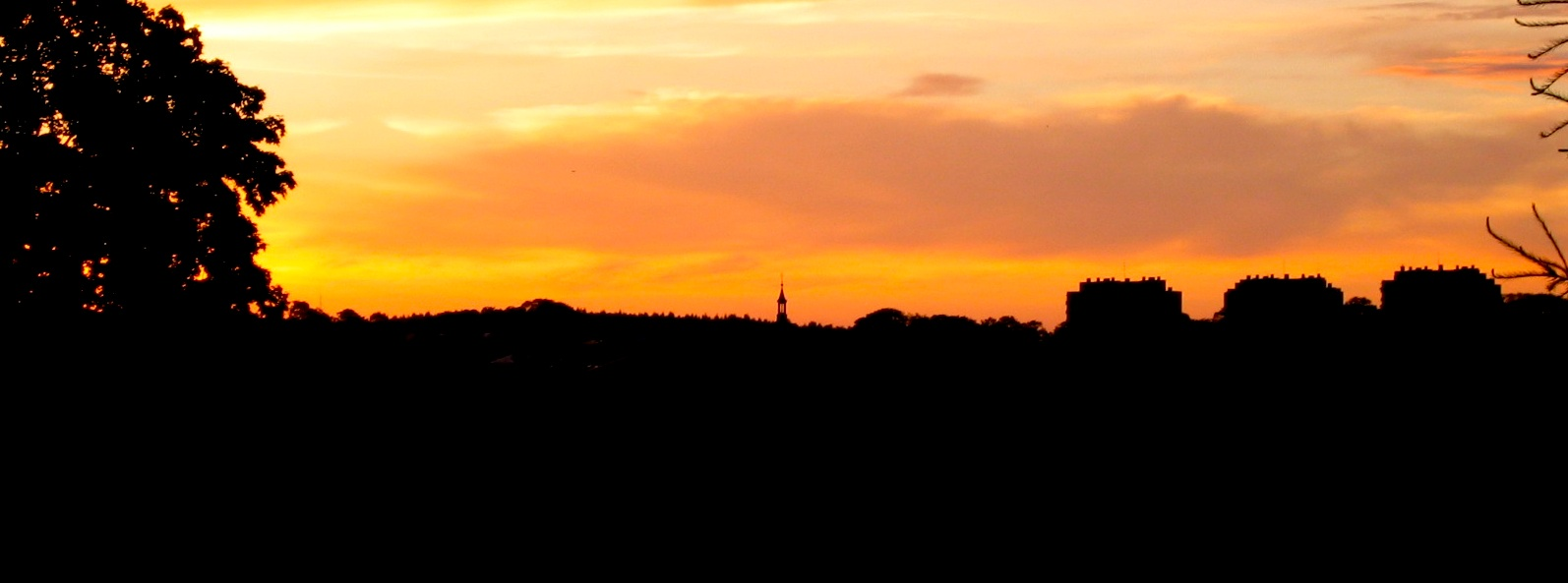
흐샤누프

흐샤누프(폴란드어: Chrzanów)는 폴란드 남부 마워폴스카주에 위치한 도시로, 면적은 38.31km2, 높이는 280m, 인구는 39,797명(2006년 기준), 인구 밀도는 1,000명/km2이다.

시기
시 문장